# Bitchfield, Northumberland
Bitchfield var en civil parish 1866–1955 när det uppgick i Belsay, i grevskapet Northumberland i England. Civil parish var belägen 14 km från Morpeth och hade 24 invånare år 1951.